# Dongin-dong
Dongin-dong (koreanska: 동인동) är en stadsdel i staden Daegu i den sydöstra delen av Sydkorea, 240 km sydost om huvudstaden Seoul. Den ligger i stadsdistriktet Jung-gu.
Daegus stadshus ligger i Dongin-dong. 